# Willem Vliegen
Wilhelmus Hubertus Vliegen (Gulpen, 20 november 1862 – Bloemendaal, 29 juni 1947) was een Nederlandse journalist en politicus.

## Levensloop

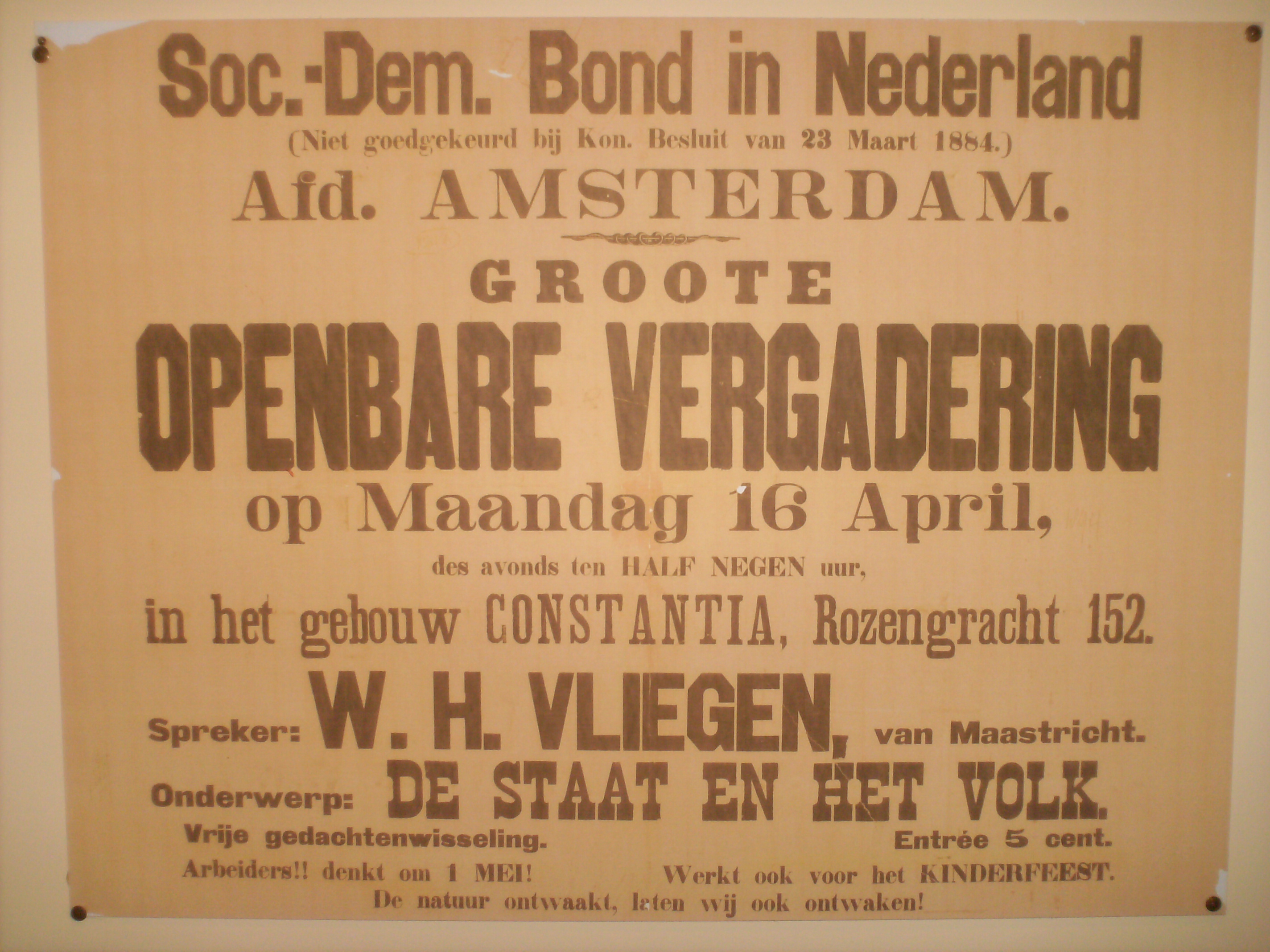
Aankondiging van Vliegen als spreker op een SDB-bijeenkomst in Amsterdam.

Vliegen geldt als een van de grote voormannen van de sociaaldemocraten in de eerste helft van de twintigste eeuw. Vliegen was typograaf en propagandist in Limburg en werd later redacteur van Het Volk. Hij was van huis uit een arbeider, die zich door zelfstudie opwerkte tot een welsprekende afgevaardigde die goed gedocumenteerde betogen hield. Daarnaast werd hij de geschiedschrijver van de vooroorlogse sociaaldemocratie. Als politicus was hij een pragmatisch reformist en in 1913 daarom voorstander van regeringsdeelname van de SDAP. Hij keerde zich in 1918 ook tegen Troelstra's revolutiepoging. Naast Eerste- en Tweede Kamerlid en partijvoorzitter was Vliegen tevens wethouder in de gemeente Amsterdam. 
Als jonge man in Maastricht redigeerde Vliegen het blad De Volkstribuun waarin hij een recept afdrukte voor het maken van dynamiet. Hij bood ook revolvers en patronen te koop en wekte socialistische meisjes op hun vrijers met Sinterklaas te verrassen met een vernikkelde of geëmailleerde revolver met een doos patronen.

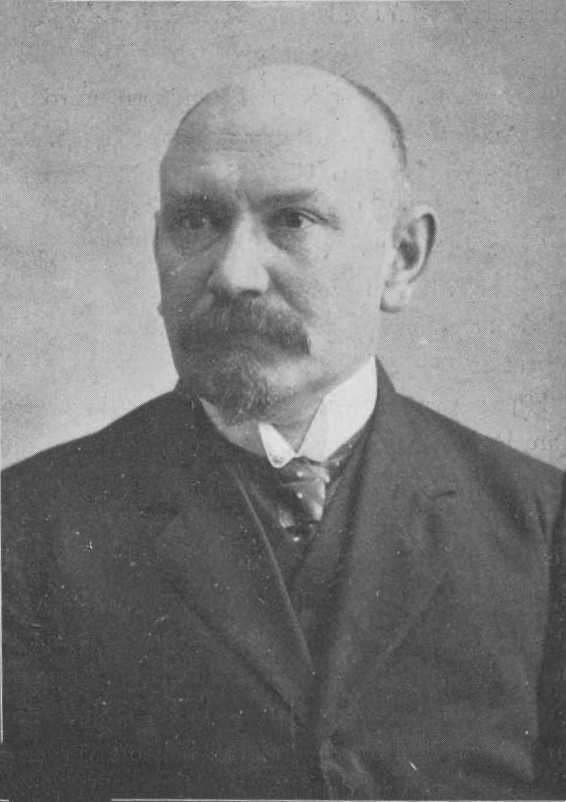
Willem Hubert Vliegen ca. 1913

In de Tweede Kamer hield Vliegen zich met name bezig met arbeid, volksgezondheid, financiën, koloniën en binnenlandse zaken. Hij diende in 1913 een initiatiefvoorstel in over verlenging van de openstelling van stembureaus; dit voorstel werd door de Tweede Kamer verworpen. In 1925 interpelleerde hij minister Colijn over de afgraving van de Sint-Pietersberg in de gemeente Maastricht. In 1926 was hij de voornaamste woordvoerder van de voorstanders in zijn fractie van het Verdrag met België. In 1933 interpelleerde hij minister Deckers over diens order waardoor militaire ambtenaren der land- en zeemacht werd verboden aangesloten te zijn of steun te verlenen aan sociaaldemocratische verenigingen. In 1934 interpelleerde hij minister Van Schaik over de uitzetting op last van de burgemeester van Laren (NH) van vier Duitsers naar Duitsland en de toepassing van de Vreemdelingenwet daarbij.
Vliegen leidde op 26 augustus 1894 de oprichtingsvergadering van de SDAP en in 1909 het SDAP-congres in Deventer waar de linkse oppositie onder leiding van Wijnkoop zich afscheidde van de partij. Uit die afscheiding ontstond later de CPN. Als medeoprichter van de SDAP mocht hij in 1946 bij de opheffing van de partij de 'lijkrede' uitspreken. Aanvankelijk vereerde Vliegen de anarchistenleider Ferdinand Domela Nieuwenhuis en noemde daarom zijn oudste zoon Ferdinand.
Het Vliegenbos, een stadsbos in Amsterdam-Noord, werd op zijn initiatief aangelegd en later naar hem vernoemd.

## Overzicht loopbaan

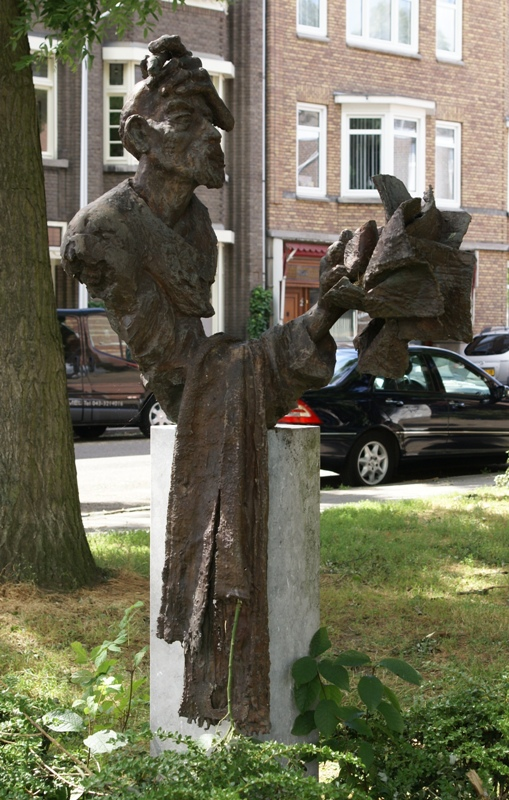
Beeld van Vliegen (door Jack Poell) in Maastricht.

- Letterzetter fa. M. M. Alberts te Gulpen (1873-1881)
- Typograaf fa. Dessain te Luik (1881-1883)
- Typograaf drukkerij De Brakke Grond te Amsterdam (1883-1885) (wegens politieke activiteiten ontslagen)
- Typograaf fa. Leiter Nypels te Maastricht (1883-1885)
- Typograaf firma Gebroeders Belinfante in Den Haag (1886-1889)
- Oprichter, redacteur/drukker De Volkstribuun te Maastricht, vanaf 1890
- Propagandist Sociaal-Democratische Bond (SDB) in onder meer Brussel, Houthem, Den Haag en Maassluis, omstreeks 1890 tot 1897
- Hoofdredacteur De Sociaaldemocraat te Rotterdam (1897-1899)
- Correspondent dagblad Het Volk te Parijs, vanaf 1899
- Medewerker Leipziger Volkszeitung en de Hamburger Echo (1899-1901)
- Redacteur buitenland dagblad Het Volk (1901-1907)
- Politiek redacteur dagblad Het Volk (1907-1914)
- Lid gemeenteraad van Amsterdam (8 juni 1906 - 12 november 1924)
- Lid Provinciale Staten van Noord-Holland voor het kiesdistrict Amsterdam IX (25 juni 1907 - 4 december 1917)
- Lid Tweede Kamer der Staten-Generaal voor het kiesdistrict Amsterdam IX (21 september 1909 - 1 oktober 1915)
- Wethouder (van publieke werken en handelsinrichtingen) van de gemeente Amsterdam (9 september 1914 - 30 oktober 1918)
- Lid Eerste Kamer der Staten-Generaal voor de provincie Noord-Holland (27 november 1917 - 25 juli 1922) (gekozen bij een tussentijdse verkiezing na het overlijden van Hendrik Drucker)
- Wethouder (van financiën en gemeentebedrijven) van de gemeente Amsterdam (30 oktober 1918 - 2 september 1919)
- Wethouder (van onderwijs, burgerlijke stand en kunstzaken) van de gemeente Amsterdam (17 juni 1921 - 10 januari 1923)
- Lid Tweede Kamer der Staten-Generaal (25 juli 1922 - 8 juni 1937)
- Lid gemeenteraad van Den Haag (6 september 1927 - 5 september 1939)

## Partijlidmaatschappen
- Sociaal-Democratische Bond (SDB) (9 september 1883 - 26 augustus 1894)
- Sociaal-Democratische Arbeiderspartij (SDAP) (26 augustus 1894 - 9 februari 1946)
- Partij van de Arbeid (PvdA) (9 februari 1946 - 29 juni 1947)

## Overzicht partijpolitieke functies
- Propagandist voor SDB (in Nederland en België)
- Lid bestuur SDAP (1894-1899)
- Voorzitter SDAP (1897-1899)
- Lid hoofdbestuur SDAP (1899-1906)
- Voorzitter SDAP (april 1906 - 5 april 1926)
- Vicefractievoorzitter SDAP Tweede Kamer der Staten-Generaal (15 september 1925 - mei 1937)
- Lid hoofdbestuur SDAP (april 1926 - 1939)
- Fractievoorzitter SDAP gemeenteraad van 's-Gravenhage (september 1927 - september 1939)

## Nevenfuncties
- Lid Comité van Verweer tegen de anti-stakingswetten (maart 1903 - mei 1903)
- Lid Staatscommissie inzake de evenredige vertegenwoordiging (Staatscommissie-Oppenheim) (13 november 1913 - 25 mei 1914)
- Redacteur tijdschrift De Socialistische Gids (1916-1938)
- Lid Centraal Stembureau (1918-1928)
- Ondervoorzitter Centraal Stembureau (1928-1940)
- Lid Nederlandse delegatie naar de Ontwapeningsconferentie 1932

## Gedelegeerde commissies
- Lid Centrale Afdeling (Tweede Kamer der Staten-Generaal) (september 1923 - januari 1924) (voorzitter vijfde afdeling)
- Lid Centrale Afdeling (Tweede Kamer der Staten-Generaal) (januari 1925 - april 1925) (voorzitter derde afdeling)
- Lid Huishoudelijke Commissie (Tweede Kamer der Staten-Generaal) (december 1926 - 8 juni 1937)

## Woonplaatsen en adressen
- Gulpen (1862-1871)
- Luik (1871-1883)
- Amsterdam (1883-1885)
- Maastricht (1885-1886)
- Den Haag (1886-1889)
- Maastricht (1889-1897)
- Rotterdam (1897-1899)
- Parijs (1899-1901)
- Amsterdam, Bilderdijkstraat 136 (1901-1924)
- Den Haag, Anemoonstraat 92 (omstreeks 1924 en nog in 1932)
- Den Haag, Van Hoytemastraat 10 (omstreeks 1938)

## Ridderorde
- Ridder in de Orde van de Nederlandse Leeuw, 30 augustus 1937 (als eerste SDAP'er, gelijktijdig met Suze Groeneweg).

## Publicaties
- De dageraad der volksbevrijding. Schetsen en tafereelen uit de socialistische beweging in Nederland (1905), 2 delen
- Die onze kracht ontwaken deed. Geschiedenis der Sociaaldemocratische Arbeiderspartij in Nederland gedurende de eerste 25 jaren van haar bestaan (1924-1938), drie delen
- Kapitalisme in Nederland
- Oorsprong, geschiedenis en hedendaagse stand van de socialistische beweging